# Pericrocotus igneus
El minivet encendido (Pericrocotus igneus) es una especie de ave paseriforme de la familia Campephagidae que habita en el sudeste asiático. Se encuentra amenazado por pérdida de hábitat.

## Distribución y hábitat
Se la encuentra en la península malaya, Sumatra, Borneo, Palawan, Bangka, e islas menores circundantes.
Sus hábitats naturales son los bosques tropicales húmedos.